# La novia ladrona
La novia ladrona (en inglés: The Robber Bride) es la octava novela de la escritora canadiense Margaret Atwood, publicada por primera vez por la editorial McClelland and Stewart en 1993.

## Argumento
La novela está basada en el cuento recopilado por los hermanos Grimm «La novia del bandolero», que en inglés recibe un título similar a la obra de Atwood: «The Robber Bridegroom». Ambientada en la década de los 90, en Toronto (Ontario), la novela trata sobre tres mujeres y su historia con su vieja amiga y némesis, Zenia. Roz, Charis y Tony se encuentran una vez por mes en un restaurante para compartir una comida, décadas después de que Zenia las hubiera traicionado e interferido con sus relaciones amorosas. Durante una salida, la encuentran, aunque pensaban que ella había muerto décadas después del tiempo en el que todas iban a la universidad. Luego, en la narración, existe una analepsis en la cual se explica cómo Zenia robó, uno por uno, los novios de todas ellas. En estos saltos temporales se narra en tercera persona, desde las perspectivas de Tony, Charis y Roz. Zenia le da a cada mujer una versión diferente de su biografía, pensada especialmente para entrometerse en sus vidas. Ninguna de estas versiones es verdadera, y el lector llega a saber tanto como los personajes. El estilo de la obra ha sido considerado cómico y a la vez, de ágil lectura, aunque también se ha criticado que los personajes acaban por volverse unidimensionales.

## Temas
Esta novela, como muchas obras de Atwood, trata sobre las luchas de poder entre varones y mujeres, además de ofrecer una reflexión sobre la naturaleza de la amistad, el poder y la confianza entre mujeres. El personaje de Zenia puede ser interpretado como una mujer autoempoderada, como una traidora que rompe con la sororidad, o como una mercenaria que, astutamente, se vale de «la guerra de los sexos» para favorecer sus propios intereses. Una interpretación  considera a Zenia como un «ángel de la guarda» para las mujeres, que las salva de hombres que no merecen la pena. Esta proposición aparece al final del cuento de Atwood «I Dream of Zenia with the Bright Red Teeth», que presenta los mismos personajes. Zenia puede ser interpretada, también como una «villana» y una «mentora».
El crítico literario Brian Busby afirmó en su libro Character Parts: Who's Really Who in Canlit que Zenia está basada en la periodista Barbara Amiel.

## Adaptación filmográfica
En enero de 2007, se estrenó una versión fílmica de esta obra en CBC Television, que también apareció, en marzo, en Oxygen Network. Está protagonizada por Mary-Louise Parker como Zeína, Wendy Crewson como Roz, Greg Bryk como Henry, Shawn Doyle como John,  Susan Lynch como Charis, Amanda Root como Tonym Tatiana Maslany como Augusta y Brandon Firla como West.

## Secuela
En 2014, Atwood publicó el cuento «I Dream of Zenia with the Bright Red Teeth», que retoma los personajes de Roz, Tony y Charis en su presente, cuando Charis cree que su nueva mascota, la perra Ouida, está poseída por el espíritu de Zenia. Originalmente publicada en la revista canadiense The Walrus, también figura en su antología de cuentos Stone Mattress.